# Sân bay Xieng Khuang

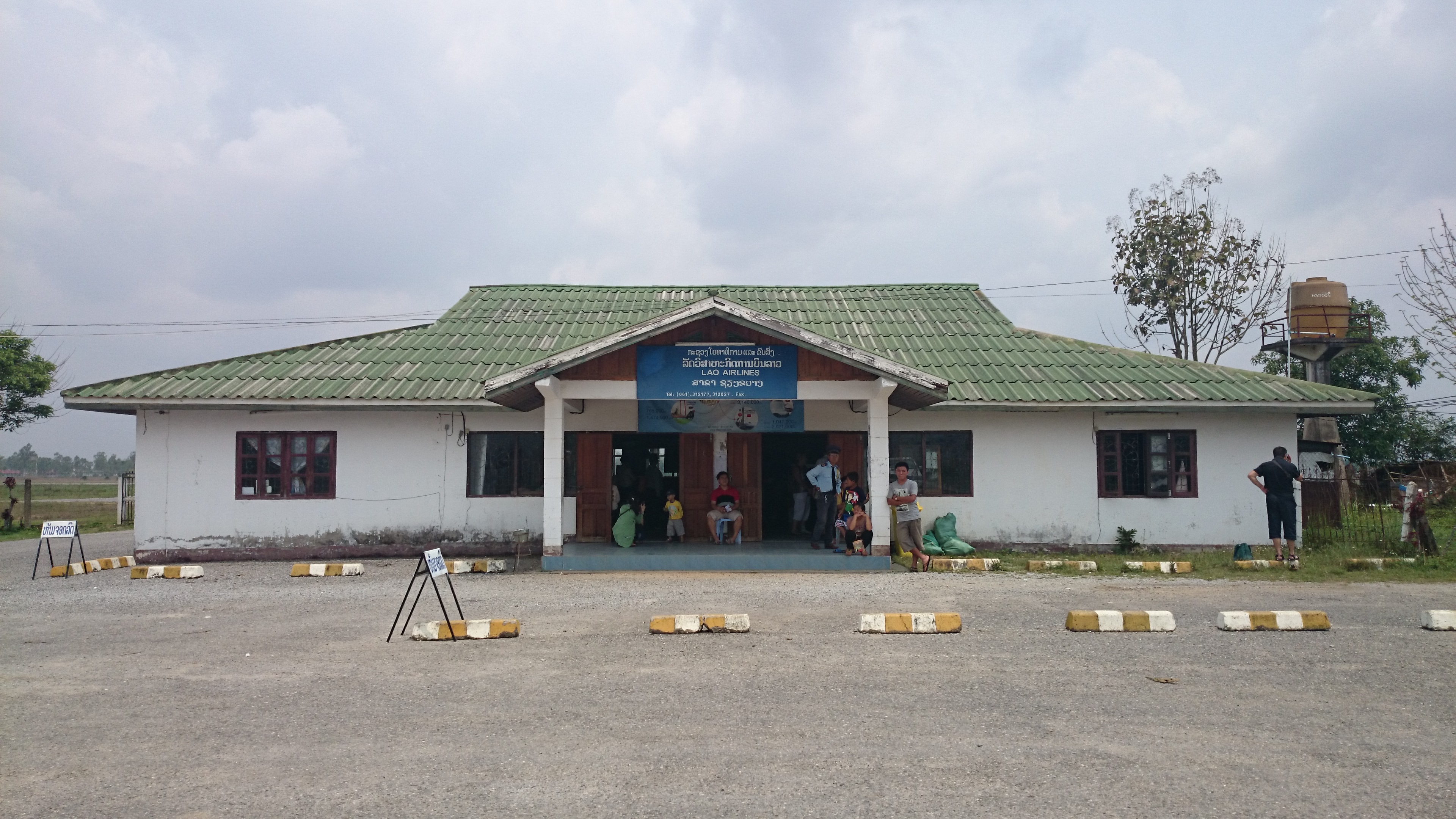
Nhà ga sân bay Xieng Khuang (2014)

Sân bay Xieng Khuang là một sân bay ở Phonsavan, Lào (IATA: XKH, ICAO: VLXK).
Tên của nó là bắt nguồn từ cao nguyên Xieng Khuang, mang tên tỉnh Xieng Khuang nơi vị trí của nó.

## Hãng hàng không và các điểm đến
| Hãng hàng không | Các điểm đến             |
| --------------- | ------------------------ |
| Lao Airlines    | Viêng Chăn               |
| Lao Skyway      | Viêng Chăn, Luangprabang |